# Власенко, Валерий Петрович
Вале́рий Петро́вич Вла́сенко (21 октября 1939, посёлок Черемушная, Валковский район, Харьковская область) — советский шахматный композитор; мастер спорта СССР по шахматной композиции (1970). физик, окончил Харьковский университет.
С 1957 опубликовал 25 задач и 35 этюдов. На конкурсах удостоен 18 призов, в том числе 9 — первых. В 9-м личном чемпионате СССР по многоходовкам (1969) занял 1-е; в 12-м (1976) и 17-м (1987) — 4-е места по этюдам.